# Domein De Bron
Het park De Bron is een natuurgebied van 5 ha 23 are ten oosten van Leuven, op het grondgebied van de deelgemeente Kessel-Lo, gelegen naast de Vossenweg, de Koetsweg en de lodreef op de noordelijke flank van de Trolieberg. Het parkgebied omvat een hellingbos met een lager gelegen een kasteel, taxus, hulst en een grasvlakte/bloemenweide met hoogstammige (fruit)bomen.
Het park is bijzonder omwille van drie poelen op een steile beboste helling die verbonden zijn door middel van een ingenieus buizensysteem. Door de aanvoer van bronwater konden monniken het waterniveau regelen zodat de orininele woonst werd voorzien van stromend water. Na een periode van verwaarlozing droogden de poelen op en dreigde het buizenstelsel verloren te gaan. In 2010 nam de stad Leuven samen met Regionaal Landschap Dijleland actie om dit in ere te herstellen. In een eerste fase voorzagen de herstelwerken in een heraanplanting van het bos. De tweede fase in 2012 voorzag in het uitdiepen van de poelen (ruimen van slib) en verwijderen van omringende bomen zodat meer licht beschikbaar was om het waterleven (waterplanten, insecten,...) zich te laten herstellen. Het bos staat onder een strenger beheer, de exoten die een hinderpaal vormden voor de natuurlijke onderetage van het bos en de poelen zijn gekapt. Het intensief beheerde gazon aan de bodem van de heuvel is omgezet naar een bloemenweide.

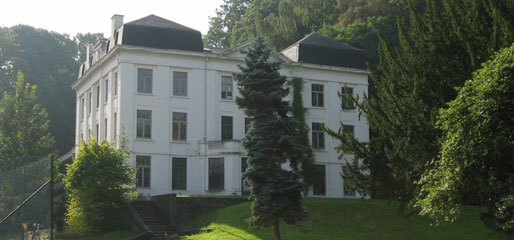
Kasteel op het domein De Bron in Kessel-Lo

Het kasteel is eigendom van de stad Leuven. Hierin waren stadsdiensten zoals de gemeentepolitie en de sportdienst gevestigd tot die plaats ruimden voor de educatieve organisatie Wisper vzw en het Leuvense orkest 't Muziek Frascati. Het domein bezit daarnaast enkele interessante cultuurhistorische elementen zoals enkele zeer oude bomen, een klein torentje dat als uitkijkpost kan dienen. Op enkele van de poelen zijn houten vlonders voorzien om het contact tussen de bezoeker en de natuur nog intenser te maken.